# Markus Raupach

Markus Raupach bei der Verleihung des Bamberger Bierordens 2012 auf dem Maxplatz in Bamberg

Markus Raupach (* 29. März 1974 in Bamberg) ist ein deutscher Biersommelier und Buchautor.

## Leben
Raupach legte 1993 sein Abitur am Kaiser-Heinrich-Gymnasium in Bamberg ab und absolvierte im folgenden Jahr seinen Zivildienst. Danach studierte er bis 2001 Germanistik und Geschichte, zuerst auf Lehramt, dann auf Magisterabschluss. Während des Studiums gründete er die Medienagentur GuideMedia, deren Inhaber er seitdem mit seinem Partner Bastian Böttner ist. 2005 veröffentlichte er mit Bambergs beste Kneipen sein erstes Buch, dem zahlreiche weitere folgten. Weitere Werke erscheinen entweder im eigenen GuideMedia Verlag, im Fränkischer Tag Buchverlag Bamberg oder im Verlag Nürnberger Presse.
Neben seiner beruflichen Tätigkeit als Event-Fotograf des Radio-Senders Antenne Bayern, fotografierte er beispielsweise den Kalender zum 40-jährigen Bestehen des Landesjugendorchesters Baden-Württemberg und hatte mehrere Ausstellungen, beispielsweise über die Fahrt mit einer Schülergruppe nach Auschwitz im Rahmen des Zuges der Erinnerung, dessen Halt in Bamberg er organisierte. Raupach ist Gründer der Deutschen Bier Akademie. Außerdem arbeitet er als Biersommelier.

## Auszeichnungen
2015 zeichneten ihn der Bayerische Brauerbund und der Hotel- und Gaststättenverband dafür mit der Goldenen BierIdee aus. 2019 erhielt er die Auszeichnung erneut, diesmal gemeinsam mit der Stadt Forchheim für die Realisierung seiner Idee des Walk of Beer. Raupach ist Jurymitglied zahlreicher internationaler Bierwettbewerbe, darunter des European Beer Star Awards, World Beer Awards und Rosglavpivo. 2017 wählten Branchenvertreter Markus Raupach bei den TOP 50 Awards des Bier, Bars & Brauer Magazines zu einer der 50 bedeutendsten Bierpersönlichkeiten Deutschlands. Im selben Jahr wurde er in die British Guild of Beer Writers aufgenommen, 2020 in die North American Guild of Beer Writers. Seit 2018 ist Markus Raupach zudem Dozent an der Genussakademie Bayern. Am 24. Mai 2023 wurde er als Ehrenritter in De Ridderschap van de Roerstok der Brouwers in Belgien aufgenommen.

## Schriften
- mit Bastian Böttner: 52 Brauereitouren in Franken. Verlag Nürnberger Presse, Nürnberg 2024, ISBN 978-3-931683-80-1.
- Das Weizenbier-Quiz. ars vivendi verlag, Cadolzburg 2024, ISBN 978-3747205884.
- Unnützes Wissen Bier-Quiz. ars vivendi verlag, Cadolzburg 2024, ISBN 978-3747205785.
- mit Bastian Böttner: Oberfranken Genießen. GuideMedia Verlag, Bamberg 2023, ISBN 978-3-9824556-1-7.
- mit Bastian Böttner: 100 Lieblingsbiergärten der Franken. Verlag Nürnberger Presse, Nürnberg 2023, ISBN 978-3-931683-64-1.
- mit Bastian Böttner: 52 Genusswochenenden in Franken. Verlag Nürnberger Presse, Nürnberg 2022, ISBN 978-3-931683-59-7.
- mit Bastian Böttner: Bierland Franken. GuideMedia Verlag, Bamberg 2022, ISBN 978-3-982455-60-0.
- mit Bastian Böttner: 100 Erlebnis-Ausflüge für Familien und Entdecker. Verlag Nürnberger Presse, Nürnberg 2022, ISBN 978-3-931683-60-3.
- mit Bastian Böttner: 52 Genusswochenenden in Franken. Verlag Nürnberger Presse, Nürnberg 2022, ISBN 978-3-931683-59-7.
- mit Thomas Vilgis und Stefan Penninger: Whiskey, Gin & Himbeergeist - das Promille-Quiz. ars vivendi verlag, Cadolzburg 2021, EAN 4 250364 119313
- Der Deutsche Brauer-Bund 1871-2021. Deutscher Fachverlag, Frankfurt am Main 2021, ISBN 978-3-8005-1801-2.
- mit Bastian Böttner: Die große Fränkische Brauereikarte. GuideMedia Verlag, Bamberg 2019, ISBN 978-3-9817003-8-1.
- mit Bastian Böttner: Bamberg-Guide.  GuideMedia Verlag, Bamberg 2019, ISBN 978-3-981700-36-7.
- mit Bastian Böttner: Die schönsten Bierkeller und Biergärten in Franken. Verlag Nürnberger Presse, Nürnberg 2019, ISBN 978-3-931683-46-7.
- mit Bastian Böttner: 100 Frankenwein-Ausflüge für Genießer und Entdecker. Verlag Nürnberger Presse, Nürnberg 2018, ISBN 978-3931683-43-6.
- Die schönsten Brauereien in Berlin und Potsdam. Elsengold Verlag, Berlin 2018, ISBN 978-3-944594-92-7.
- mit Bastian Böttner: 100 Biergarten-Ausflüge für Familien und Entdecker. Verlag Nürnberger Presse, Nürnberg 2018, ISBN 978-3931683-41-2.
- mit Bastian Böttner: Kaffeeröstereien in Bayern: Die große Kaffeefibel mit über 100 Röstereien und ihren Cafés. GuideMedia Verlag, Bamberg 2017, ISBN 978-3981700-35-0.
- Bier: Geschichte und Genuss. Palm Verlag, Berlin 2017, ISBN 978-3-944594-87-3.
- mit Bastian Böttner: Brauereien und Brauereigasthöfe in Franken. Verlag Nürnberger Presse, Nürnberg 2017, ISBN 978-3-931683-39-9.
- mit Bastian Böttner: Bierland Sachsen und Thüringen. GuideMedia Verlag, Bamberg 2016, ISBN 978-3-981700-34-3.
- mit Bastian Böttner: Bierparadies Bamberg. GuideMedia Verlag, Bamberg 2015, ISBN 978-3-981700-33-6.
- mit Bastian Böttner: Bierhauptstadt Berlin – Berlin Beer Guide. GuideMedia Verlag, Bamberg 2014, ISBN 978-3-981700-30-5.
- mit Bastian Böttner: Bier aus Bayern – Bavarian Beer Guide. Verlag Nürnberger Presse, Nürnberg 2014, ISBN 978-3-931683-28-3.
- mit Bastian Böttner und Frank Schneider: Die schönsten Brauereitouren in Oberfranken. Fränkischer Tag Buchverlag, Bamberg 2012, ISBN 978-3-936897-95-1.
- mit Bastian Böttner: Frankens Brauereien und Brauereigasthöfe. Fränkischer Tag Buchverlag, Bamberg 2010, ISBN 978-3-936897-80-7.
- mit Bastian Böttner: Frankens schönste Bierkeller und Biergärten. Fränkischer Tag Buchverlag, Bamberg 2010, ISBN 978-3-936897-82-1.
- mit Bastian Böttner: Frankens schönste Weinstuben und Heckenwirtschaften. Fränkischer Tag Buchverlag, Bamberg 2011, ISBN 978-3-936897-83-8.
- mit Bastian Böttner: Frankens Brennereien und Destillerien. Fränkischer Tag Buchverlag, Bamberg 2012, ISBN 978-3-936897-89-0.
- mit Bastian Böttner: Metropolregion Nürnberg Erlebniswegweiser. Fränkischer Tag Buchverlag, Bamberg 2011, ISBN 978-3-936897-87-6.
- mit Bastian Böttner und Frank Schneider: Fränkische Schweiz Erlebniswegweiser. Fränkischer Tag Buchverlag, Bamberg 2011, ISBN 978-3-936897-84-5.
- mit Bastian Böttner und Frank Schneider: Fränkisches Seenland Erlebniswegweiser. Fränkischer Tag Buchverlag, Bamberg 2010, ISBN 978-3-936897-81-4.
- 55 x verführt Bamberg. ars vivendi verlag, Cadolzburg 2014, ISBN 978-3-869132-03-7.
- mit Bastian Böttner: Nürnberg-Guide. GuideMedia Verlag, Bamberg 2012, ISBN 978-3-981269-37-6.
- mit Bastian Böttner: Der Genusswegweiser – Landkreis Haßberge. GuideMedia Verlag, Bamberg 2011, ISBN 978-3-981269-35-2.
- mit Bastian Böttner: Der Genusswegweiser – Bamberg Stadt und Land. GuideMedia Verlag, Bamberg 2010, ISBN 978-3-981269-31-4.
- mit Bastian Böttner: Genusswegweiser Kulmbach Stadt & Land. GuideMedia Verlag, Bamberg 2008, ISBN 978-3-981269-30-7.
- mit Jens Severin: Bambergs beste Kneipen. Mayer-Scholz Verlag, Mammendorf 2005, ISBN 978-3-866110-28-1.

## Podcast
Seit März 2020 ist Markus Raupach regelmäßig im Podcast BierTalk zu hören.